# Karl-Heinz Prudöhl
Karl-Heinz Prudöhl (født 3. december 1944 i Eberhardsdorf (nu Jaroszewy i Polen)) er en tysk tidligere roer og olympisk guldvinder.

## Karriere

### Rokarriere
Prudöhl var med til at vinde EM-bronze i firer uden styrmand i 1969, en båd han også var med til at blive østtysk mester i samme år. Han var derpå med til at vinde VM-sølv i firer uden styrmand i 1970 samt blive østtysk mester samme år. I 1973 var han skiftet til otteren og blev østtysk mester i denne alle årene 1973 til 1975. Han var ligeledes med til at blive europamester i 1973 og verdensmester i 1975.
Han var fortsat med i otteren ved OL 1976 i Montreal. Den øvrige besætning udgjordes af Gottfried Döhn, Bernd Baumgart, Hans-Joachim Lück, Dieter Wendisch, Roland Kostulski, Ulrich Karnatz, Werner Klatt og styrmand Karl-Heinz Danielowski, og østtyskerne vandt deres indledende heat i ny olympisk rekordtid. I finalen var de ligeledes hurtigst og sejrede med et forspring på næsten tre sekunder ned til Storbritannien, der fik sølv, mens New Zealand tog bronzemedaljerne. I alt deltog 11 lande i konkurrencen.

### Videre karriere
Prudöhl var udlært blikkenslager og arbejdede i den østtyske Volksmarine, hvor han opnåede en rang af korvetkaptajn. Samtidig studerede han sportsvidenskab, og i 1978-1989 fungerede han som rotræner i klub ASK Vorwärts Rostock. Efter den tyske genforening gik han ind i Bundeswehr som sportsinstruktør. Siden 1992 har han stået i spidsen for et fitness- og wellness-center ved et hotel i Warnemünde.

## OL-medaljer
- 1976:  Guld i otter